# Орион (дворец творчества, Уфа)
Дворец детского и юношеского творчества «Орион» (ранее — кинотеатр «Орион») — действующий и единственный детский дворец творчества в сквере в Дёме города Уфы. Возле здания действует фонтан «Дельфины».

## Описание
Имеет зрительный на 360 мест. Площадь — 891 м2.

## История
Здание построено в 1969 по типовому проекту кинотеатра в сквере. Открыт 1 января 1970 под названием «Орион», и являлся первым широкоформатным кинотеатром в Дёмском районе.
1 апреля 1974 на базе Дома культуры имени 1 мая создан Дом пионеров Дёмского района, которому отведена комната. В 1981 Дом пионеров переехал в помещение Госбанка в жилом доме (Левитана, 13 / Таллинская, 5) с тремя комнатами и фойе. В 1990-х Дом пионеров занимал помещение магазина «Детский мир» в Дёме, а затем отдельное здание — котельный пункт возле водоканала (Дагестанская, 21/1). С июля 1996 — Дом детского и юношеского творчества.
В 1997 здание кинотеатра «Орион» передано Дому детского и юношеского творчества.
4 августа 2000 объединением Дома детского и юношеского творчества, Детского технического центра (ранее — Станция юных техников) и Центра туризма и экскурсий (ранее — Клуб юных моряков «Парус») создан Дворец детского и юношеского творчества «Орион».
В 2009 здание планировалось полностью реконструировать по проекту архитектурного бюро ООО «АРХиП», с увеличением площади до 5955 м2.
В 2016 на его базе создавался технопарк. В 2017 сообщалось о вновь планируемой полной реконструкции согласно новому, утверждённому в 2018, проекту планировки и застройки территории в квартале площадью 53,9 га, ограниченному улицами Ухтомского, Магистральной, Дагестанской и Правды.